# Ateliers métallurgiques

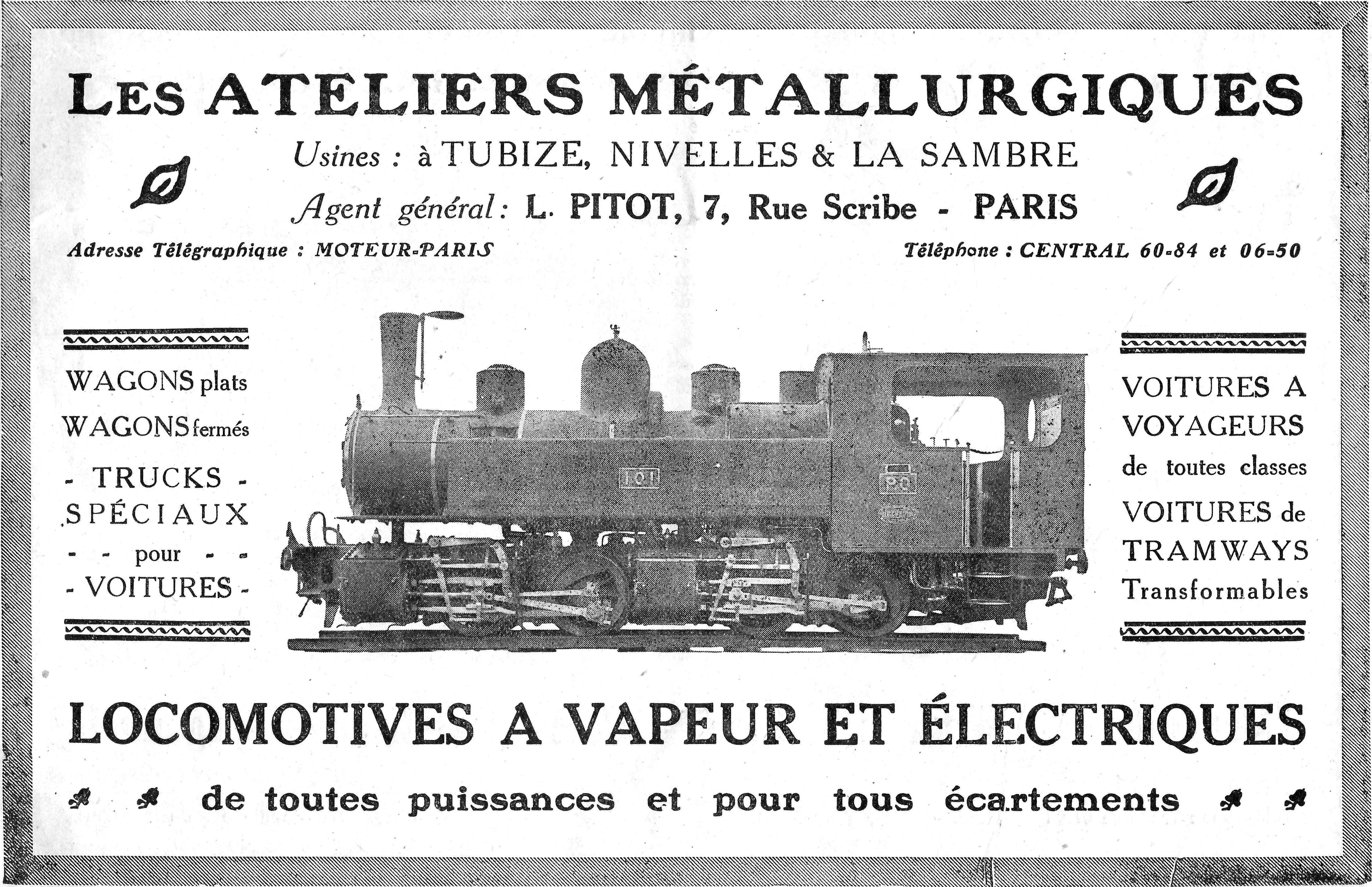
Publicité pour la firme.

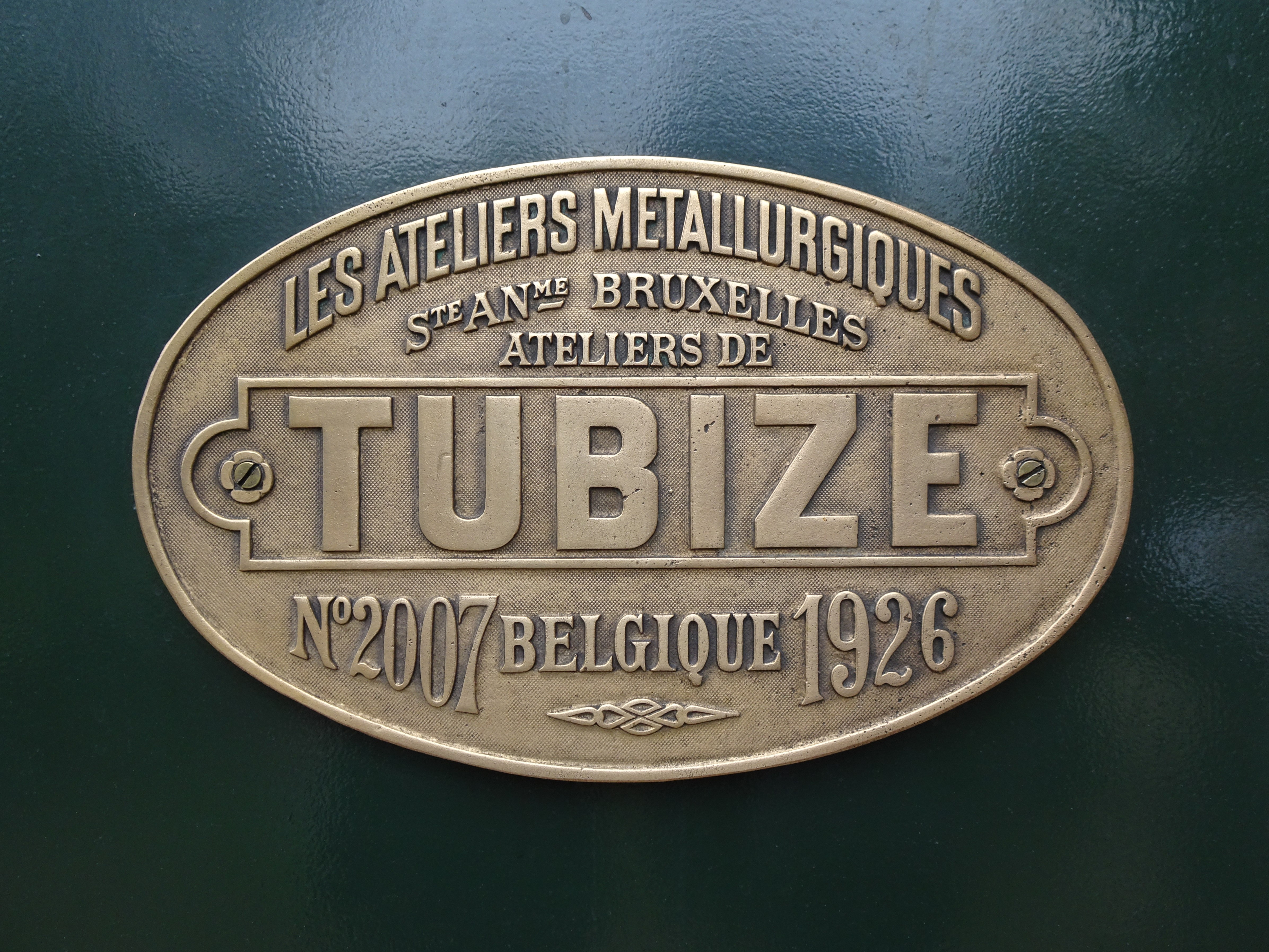
Plaque de constructeur d'une locomotive industrielle.

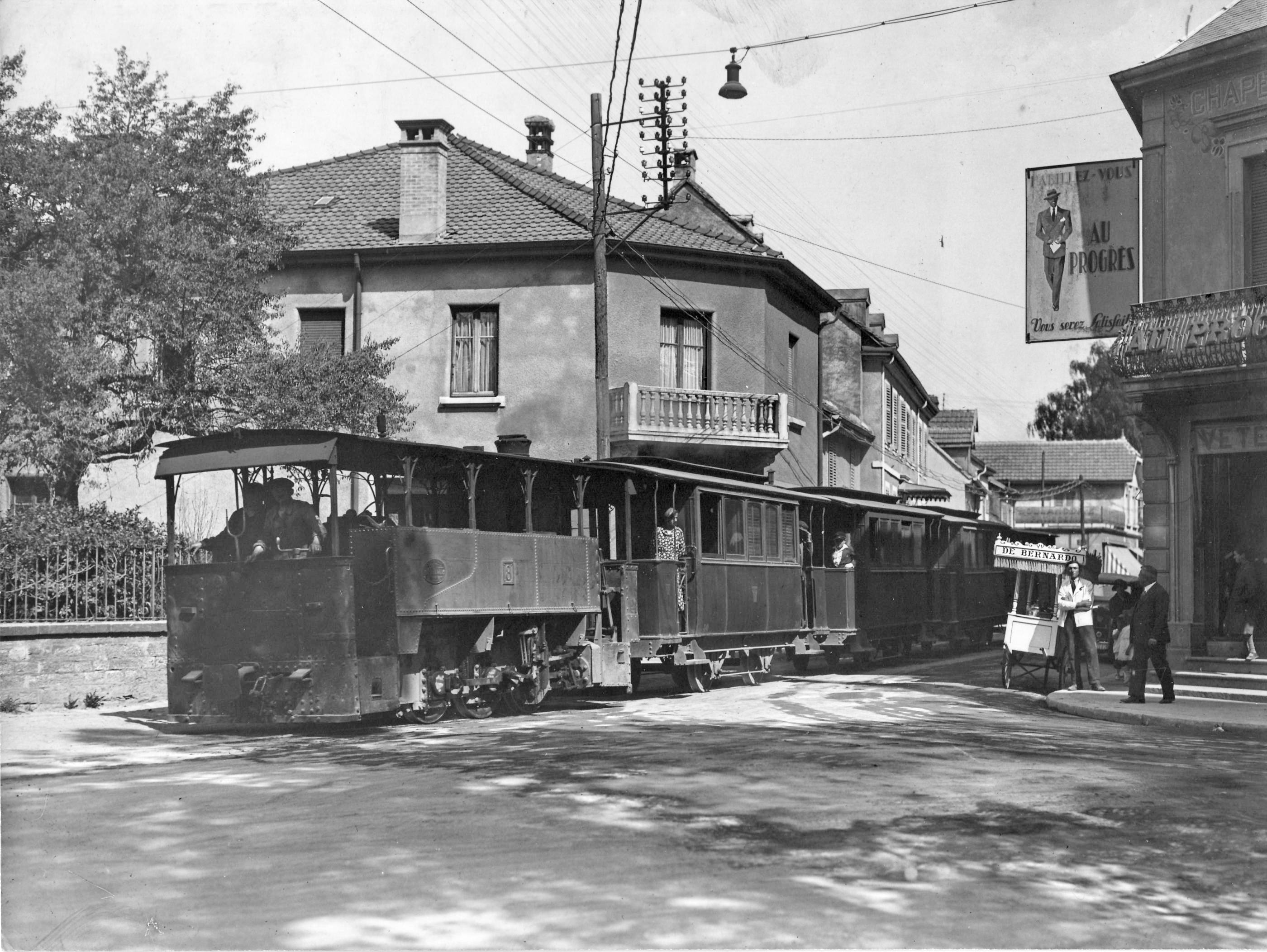
Locomotive 8 construite par la Métallurgie de Tubize, du tramway d'Herimoncourt (France).

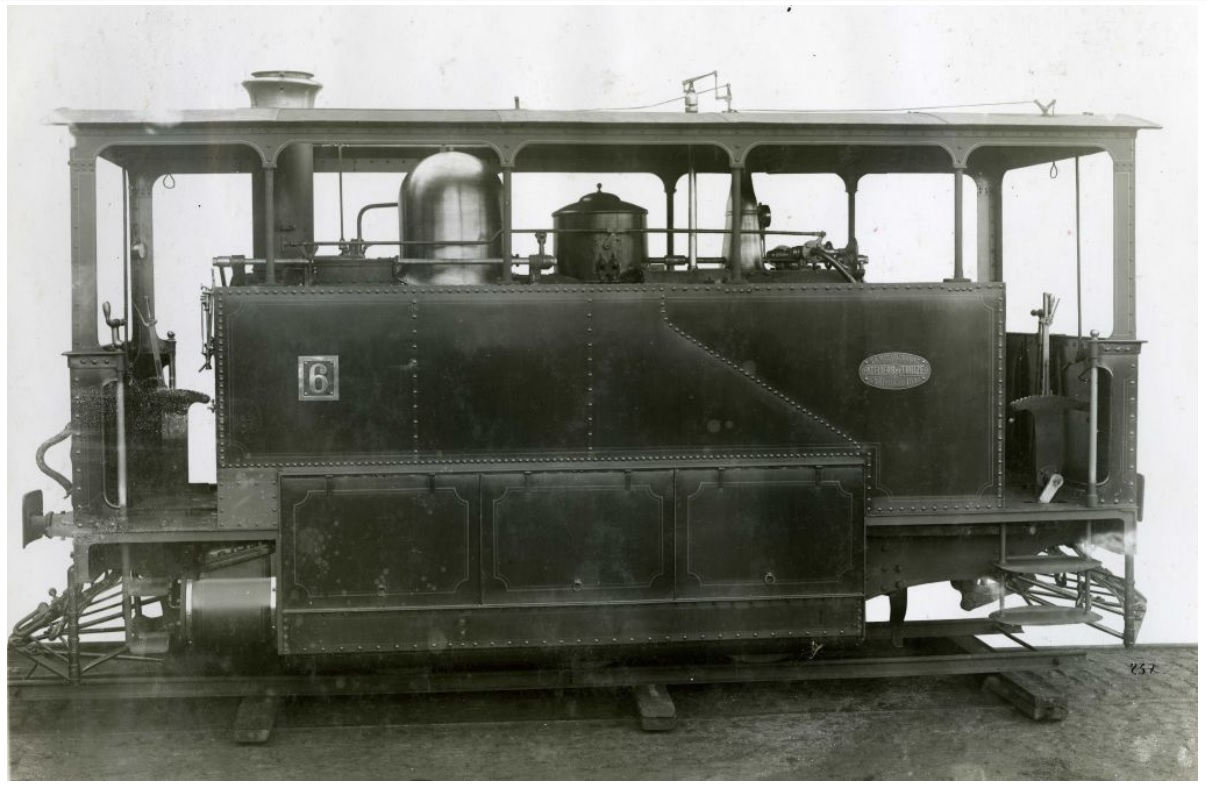
Locomotive n° 6, (n° 1067 de 1896) livrée aux chemins de fer de la Basse-Egypte.

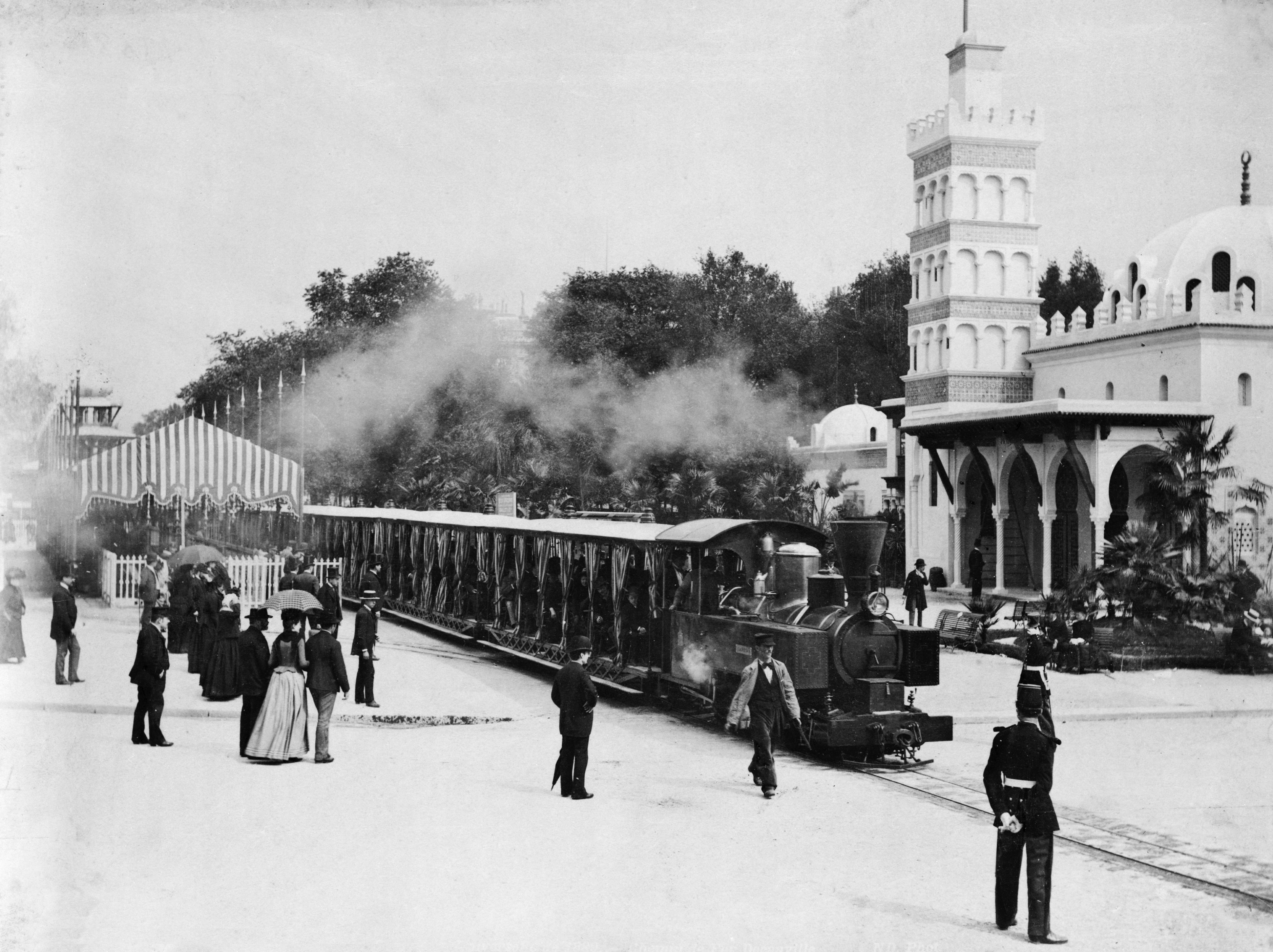
Locomotive Mallet de La Métallurgique de Tubize à l'exposition universelle de 1889 de Paris.

Les Ateliers métallurgiques, à l'origine La Métallurgique, sont une ancienne entreprise belge créée au milieu du XIXe siècle dans la Province de Hainaut, pour construire des véhicules, des structures métalliques et du matériel ferroviaire.
La construction s'effectue sur plusieurs sites :
- les ateliers de Tubize, pour les locomotives à vapeur ;
- les ateliers de Nivelles, pour les voitures, wagons et remorques de tramways ;
- les ateliers de La Sambre (Marchienne-au-Pont), pour les ponts, charpentes métalliques et automobiles ;
- les ateliers de Manage[1].

## Histoire
- L'origine des Ateliers de Tubize remonte à 1854, quand Mr Joseph Emmanuel Jérôme de Zaman crée un atelier de réparations et constructions de locomotives[2] à proximité des forges de Clabecq. Il fonde à cet effet la Société Anonyme la Métallurgique.
- En 1864, la société change de statut[3] et déménage son siège à Bruxelles, tandis que les ateliers restent à Tubize. Elle devient une composante de la société d'exploitation de chemins de fer, future Société Générale d'exploitation de chemins de fer (SGE) : un trust qui a comme domaines d'activités la construction de matériel ferroviaire mais aussi la conclusion de conventions soit pour la création de nouvelles voies ferrées et canaux, soit le regroupement de compagnies privées préexistantes. La SGE commandera la plus grande partie de son matériel aux ateliers de Tubize. Les ateliers de Morlanwelz et de Nivelles (qui construisaient des wagons et autres constructions métalliques) se rajoutent à ceux de Tubize.
- En 1870, la Société Générale d'Exploitation revendit la quasi-totalité de son réseau en Belgique aux Chemins de fer de l'État belge et cessa d'exister peu après, au profit de la Compagnie des bassins houillers du Hainaut, de Simon Philippart. En 1873, apparaît une nouvelle société dont les ateliers de Tubize sont constituants, la Société Métallurgique et Charbonnière belge, qui s'occupe à la fois de constructions mécaniques pour les chemins de fer et l'industrie sidérurgique et minière mais aussi du traitement et de la fabrications des matières premières telles que le fer et le charbon.
- La faillite des sociétés de Simon Philippart en 1877 eut des conséquences sur la société qui évita cependant le pire.

- Entre 1882 et 1913, la Société crée une filiale pour assembler et vendre des locomotives en France : les Ateliers de construction du Nord de la France ANF à Blanc-Misseron. Ils réaliseront la construction de 366 locomotives pour le compte de la Métallurgique.

- En 1898, une filiale est constituée aux l'ateliers de Marchienne-au-Pont qui deviendra en 1907 la SA L'Auto Métallurgique . Elle sera finalement vendue à Impéria en 1927, et le nom disparaîtra des calandres.

- En 1905, la firme devient les Ateliers métallurgiques, son siège se situe à Bruxelles, 3 place de Louvain[4].

## Constructions ferroviaires

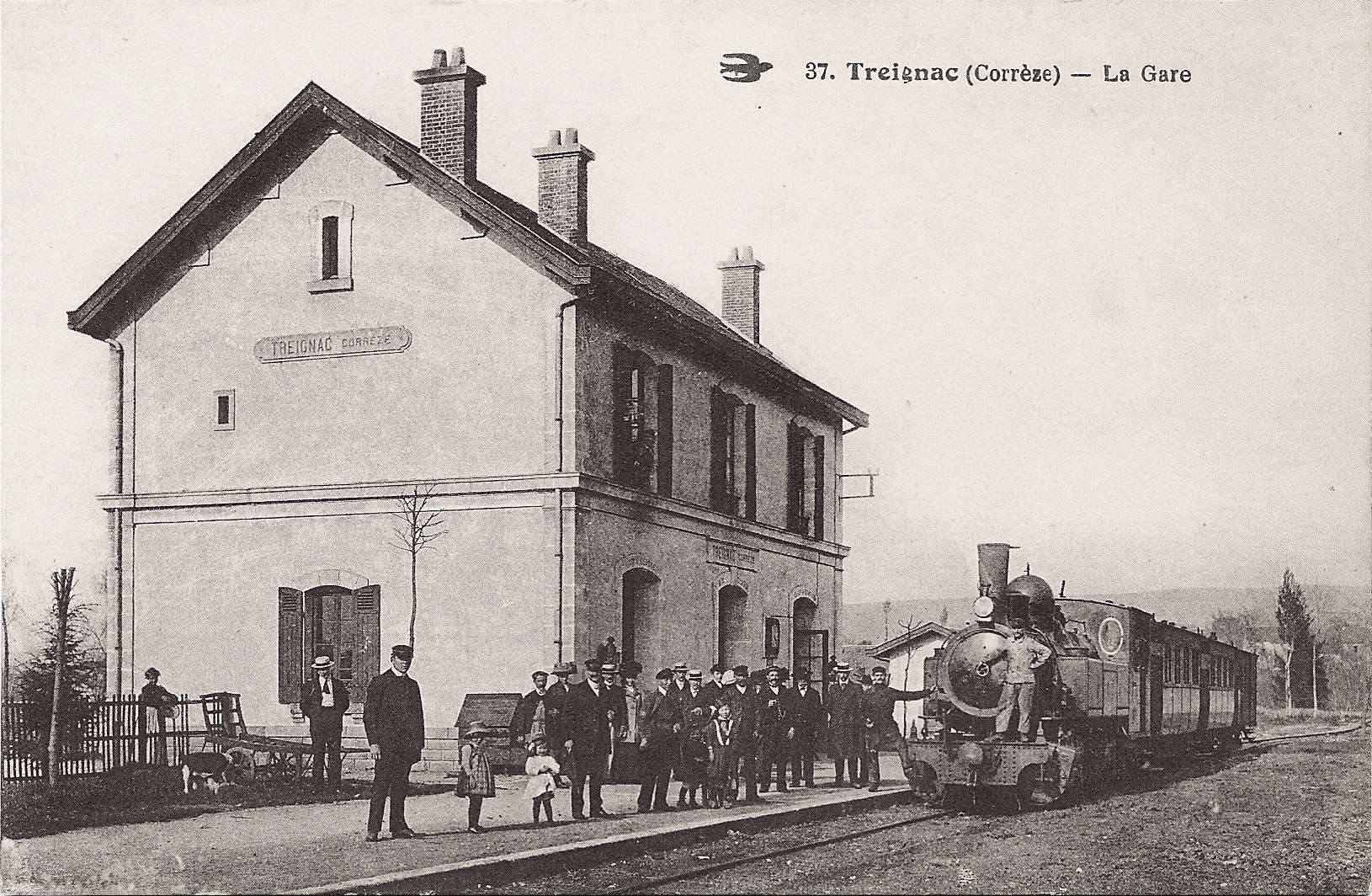
Locomotive Mallet de La Métallurgique / Blanc-Misseron en gare de Treignac sur le PO-Corrèze.

La firme se développe et construit environ 2 500 locomotives jusqu'en 1953 sur le site de Tubize. Le site de Marchienne - La Sambre est spécialisé dans les constructions de génie civil, passerelles, ponts. Celui de Nivelles dans le matériel roulant remorqué, wagons, voitures de voyageurs.
La majorité de la production est exportée en Europe et aussi vers d'autres continents comme l'Asie, l'Amérique. 
Les ateliers de Tubize disparaissent, mais le site de Nivelles fusionne en 1956 avec la firme La Brugeoise, Nicaise et Delcuve pour devenir La Brugeoise et Nivelles. 

### Les Mallet de Tubize
La Société métallurgique a été le premier constructeur à réaliser des locomotives Mallet qui furent vendues par Decauville, et principalement assemblés par la filiale ANF à Blanc-Misseron en France. 
Ces machines à voie de 600 mm sont construites pour l'exposition universelle de Paris en 1889.
La Compagnie du chemin de fer de Paris à Orléans acquiet 4 locomotives pour les lignes de la Corrèze. 

### Locomotives préservées

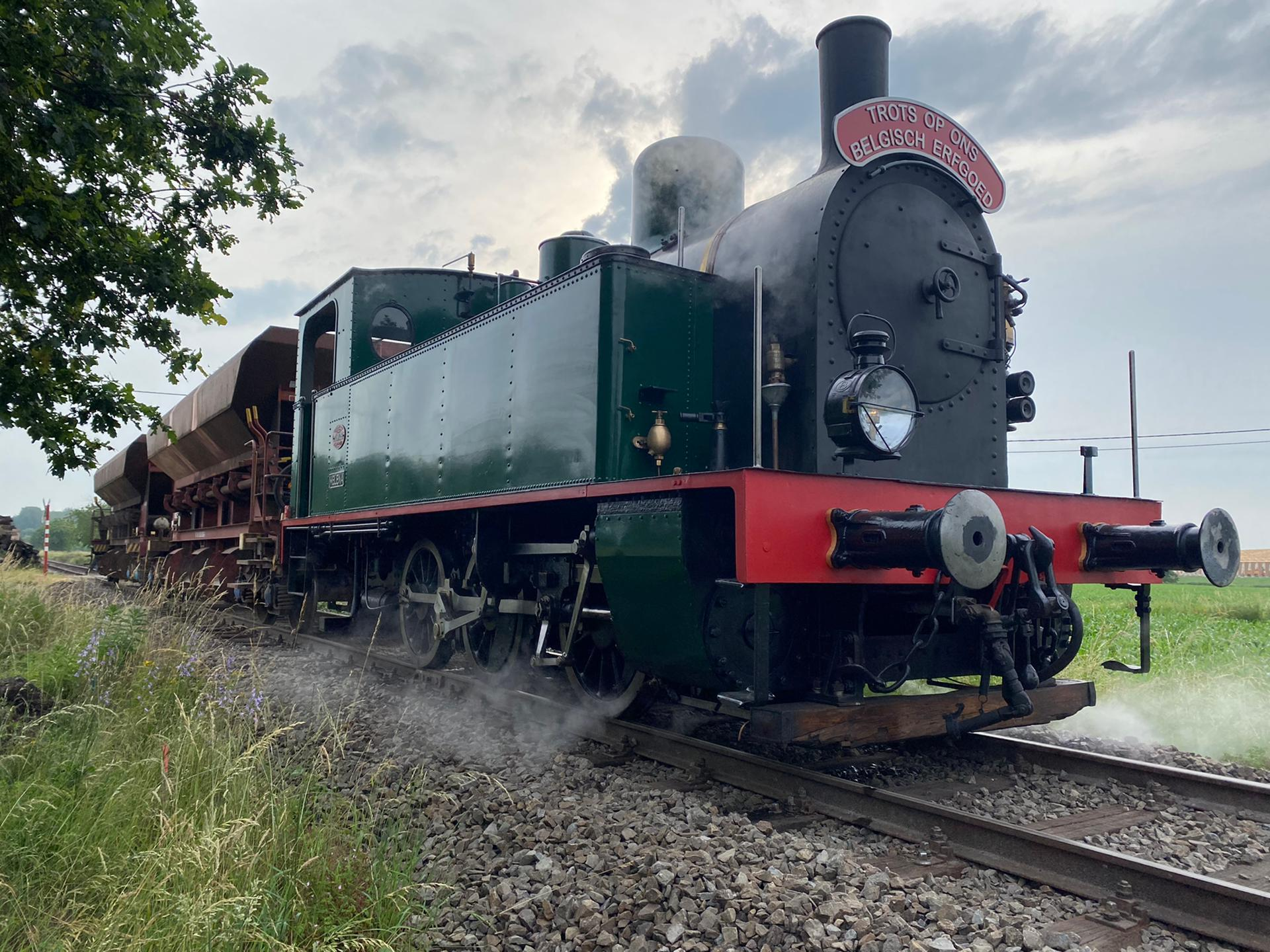
Locomotive Tubize 2069 préservée au Stoomtrein Dendermonde Puurs.
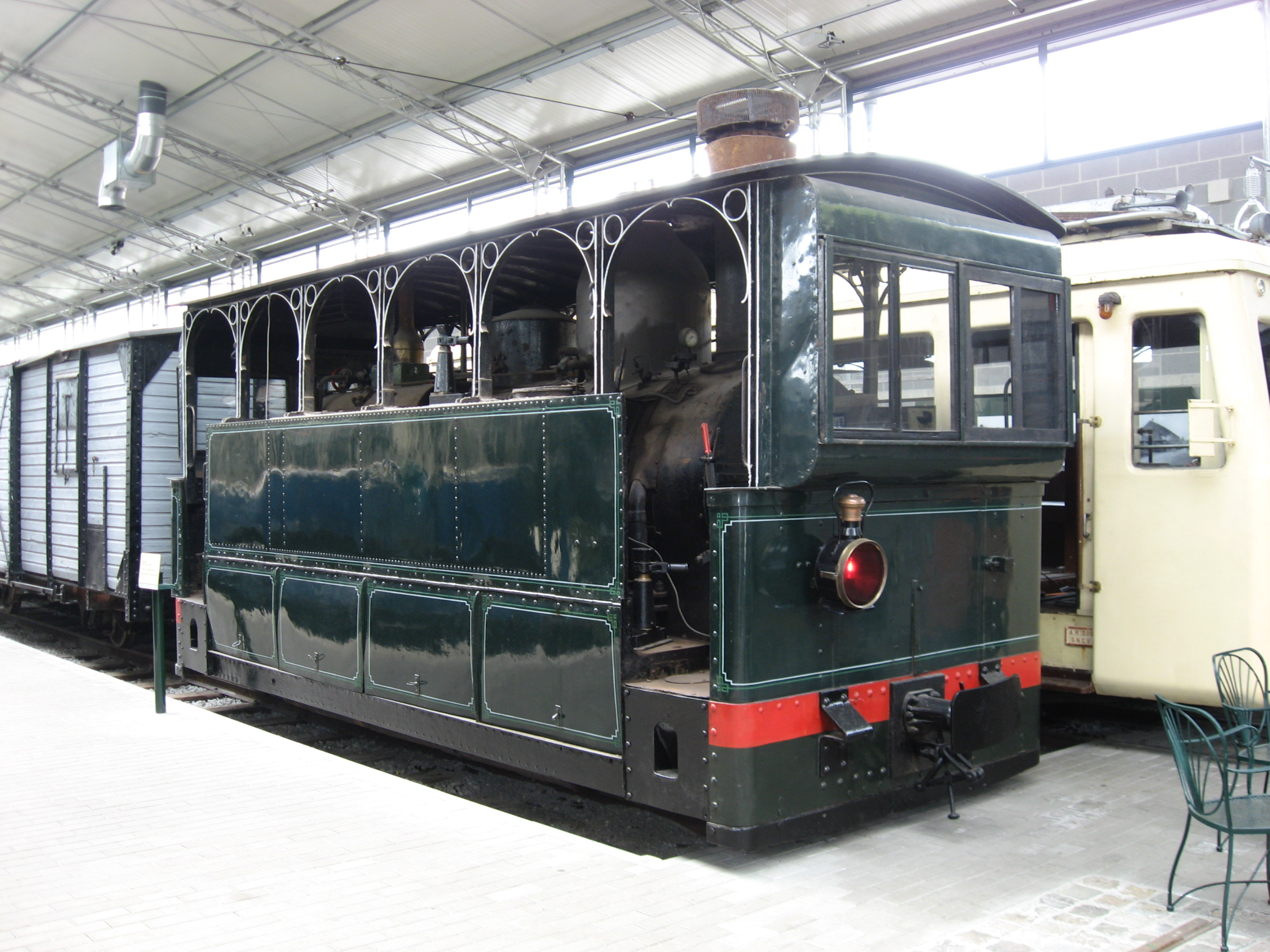
Locomotive pour tramway bicabine type 7 (404/1888), préservée à l'ASVI à Thuin.
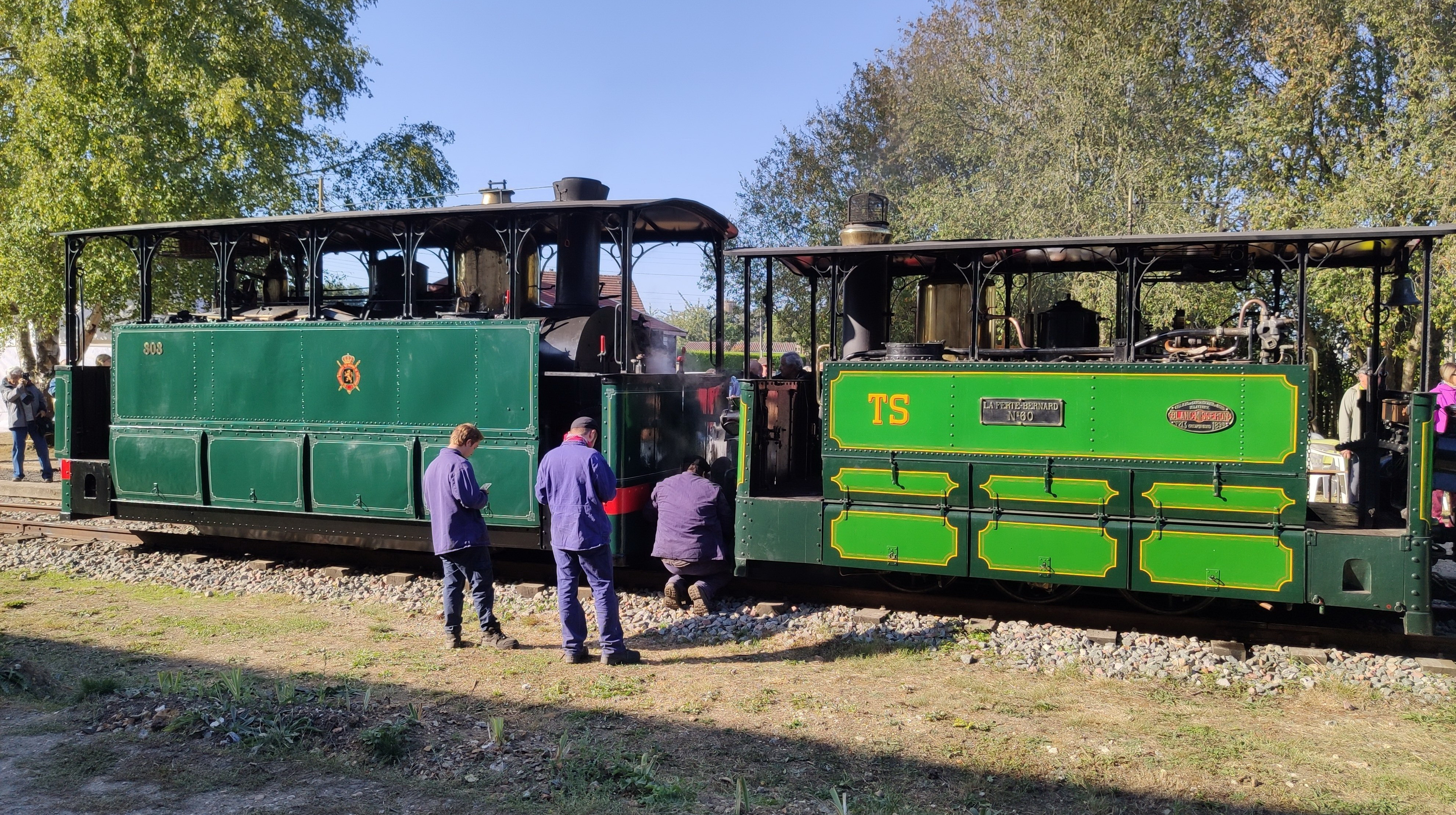
Locomotives SNCV HL 303 (pour tramway bicabine type 7) de l'ASVI et Sarthe n°60 (construite par ANF, filiale de Tubize) du MTVS.
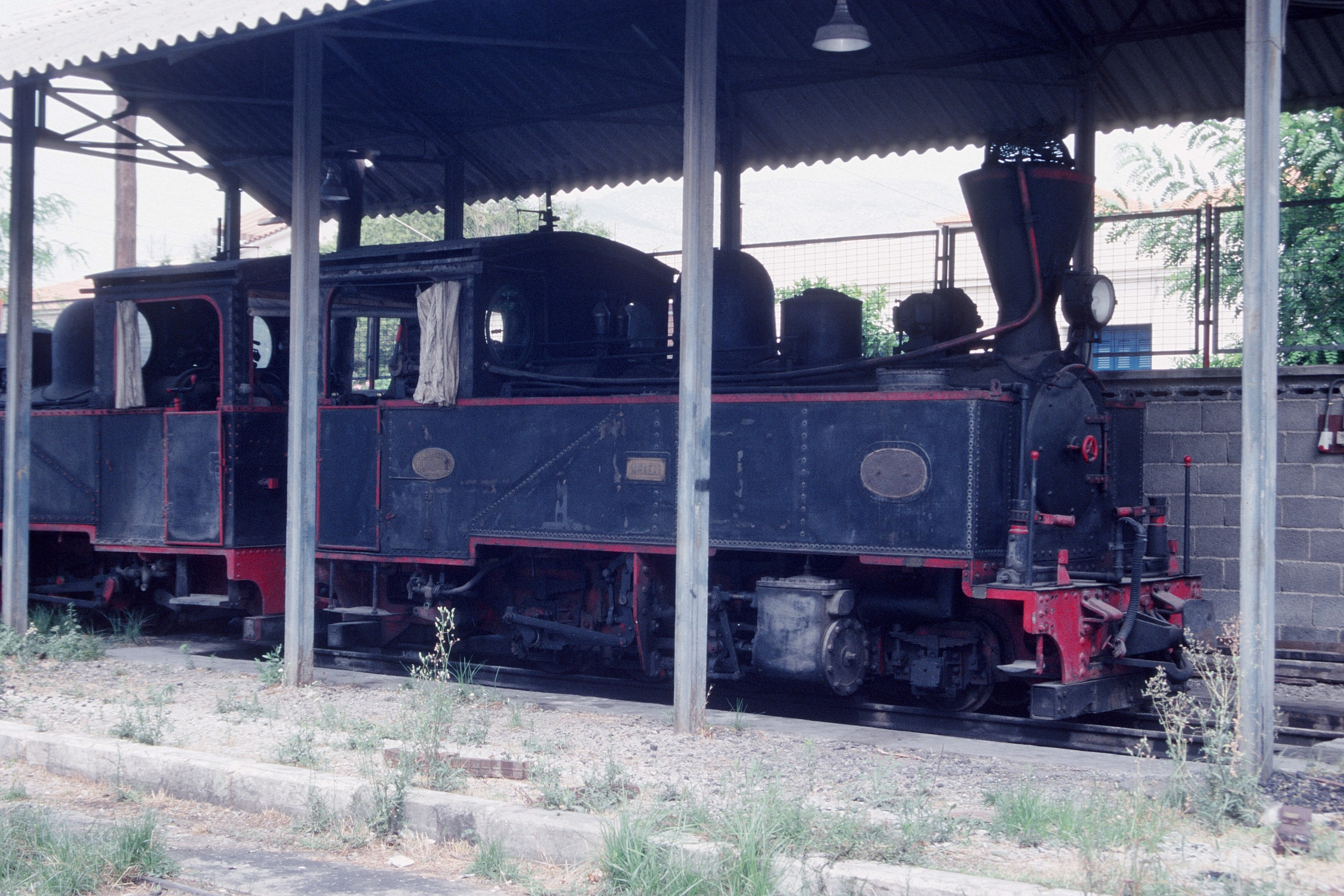
Locomotive type 130T(1339/1903) en Grèce à Volos.
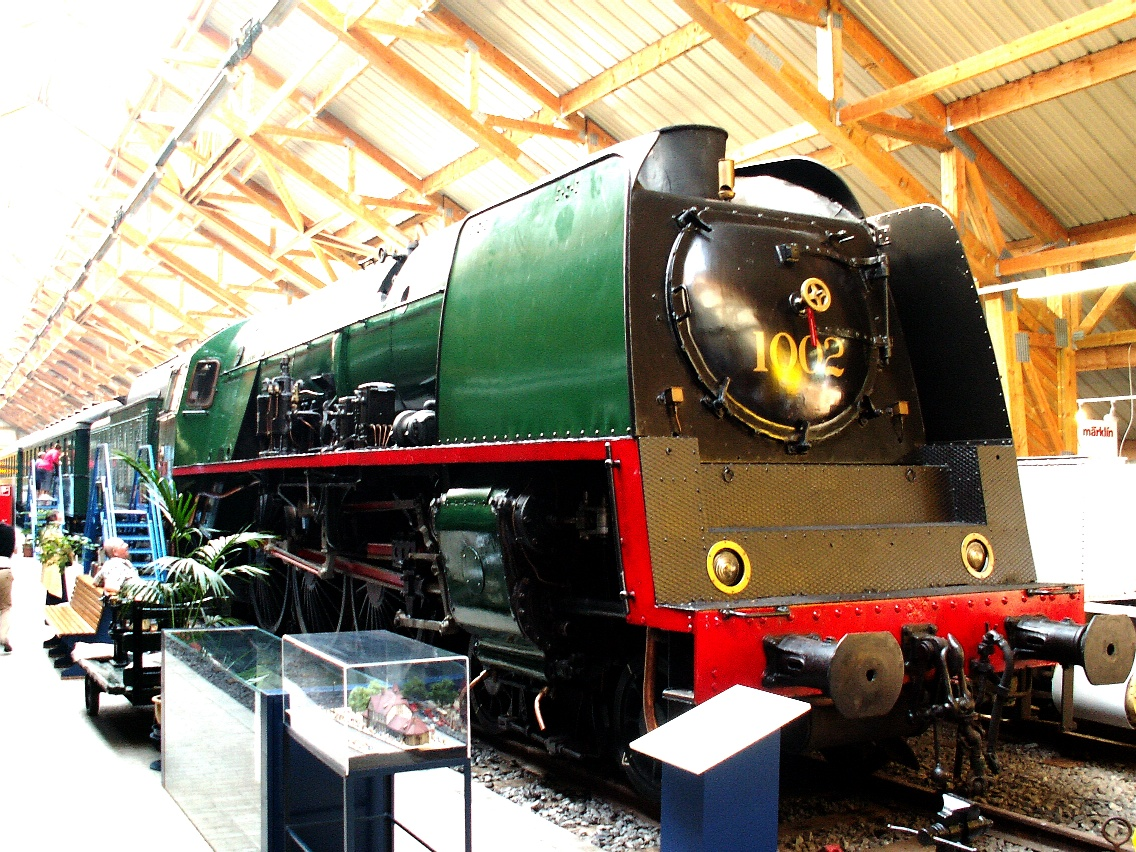
Locomotive type Pacific 231 (2153/1934), No 1002 de la SNCB.
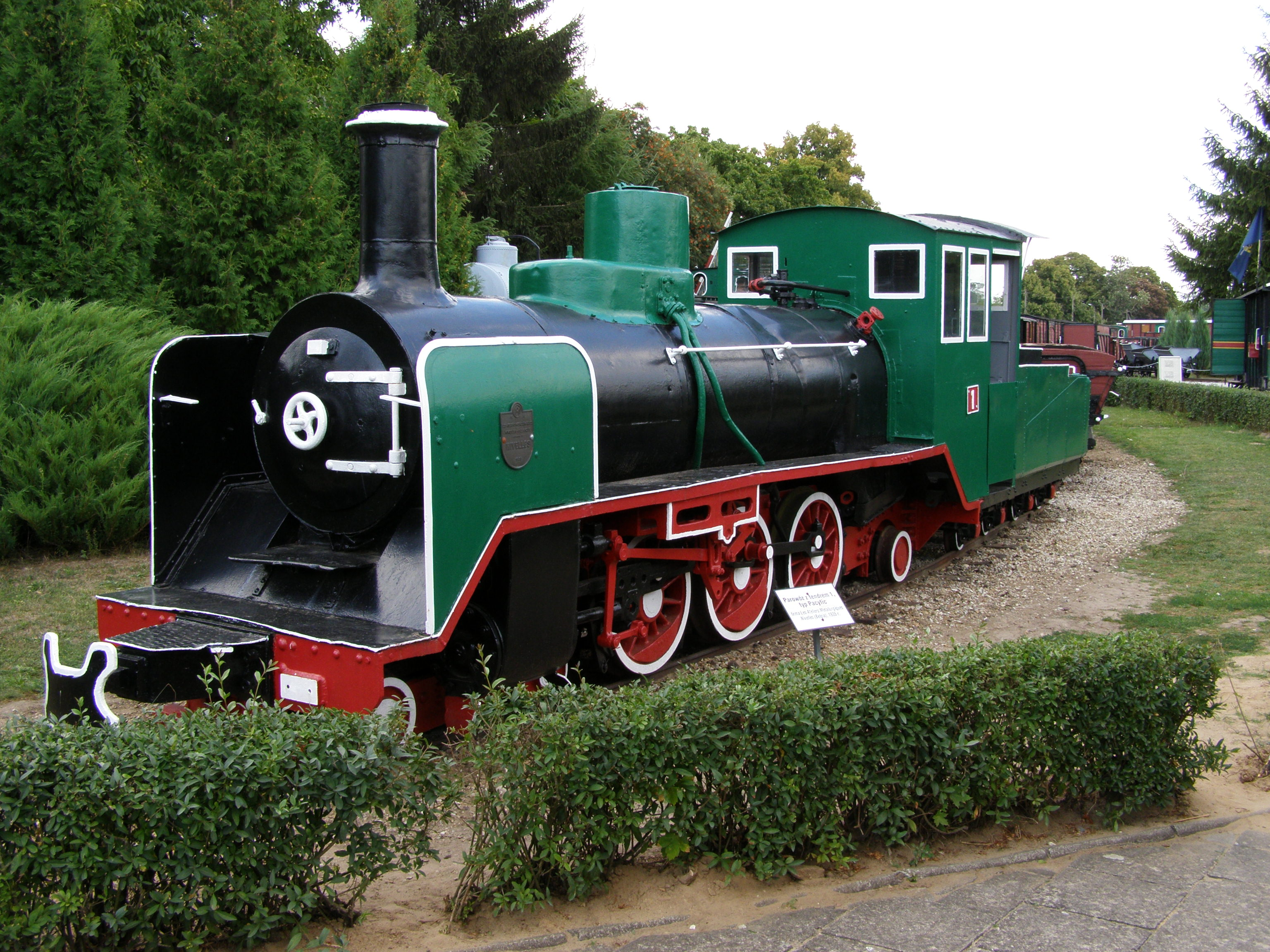
Locomotive type 231 (2179/1931) construite pour l'exposition universelle et préservée en Pologne.
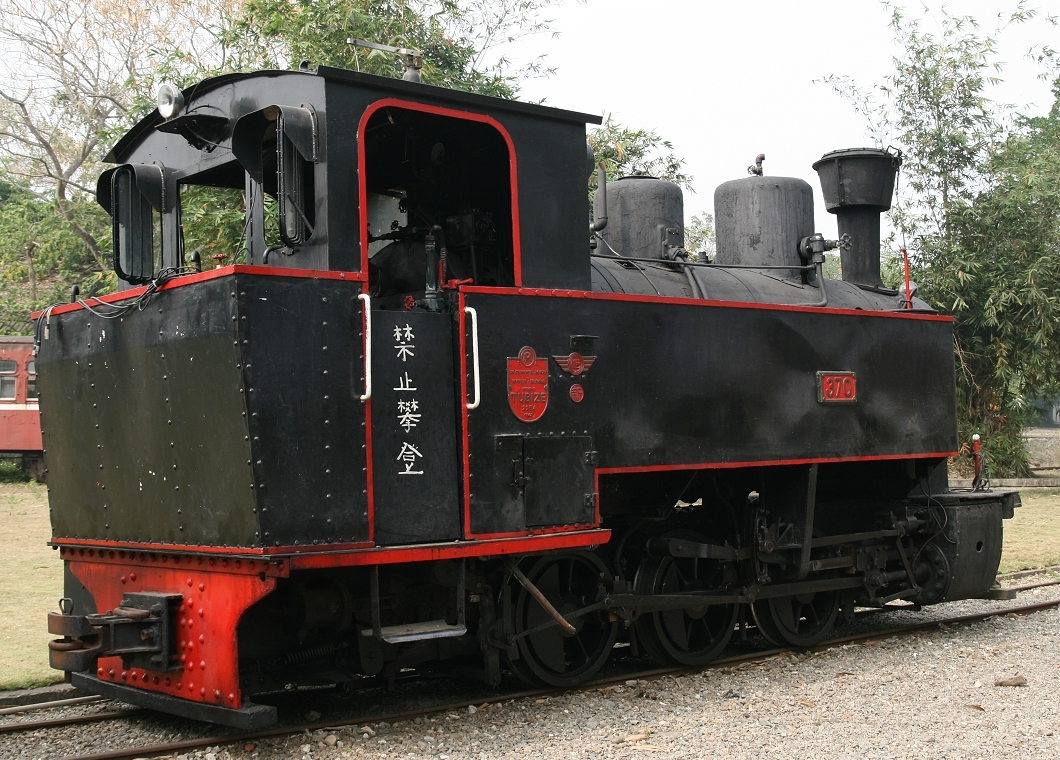
Locomotive type 030T (2354/1947) préservée à Taiwan.
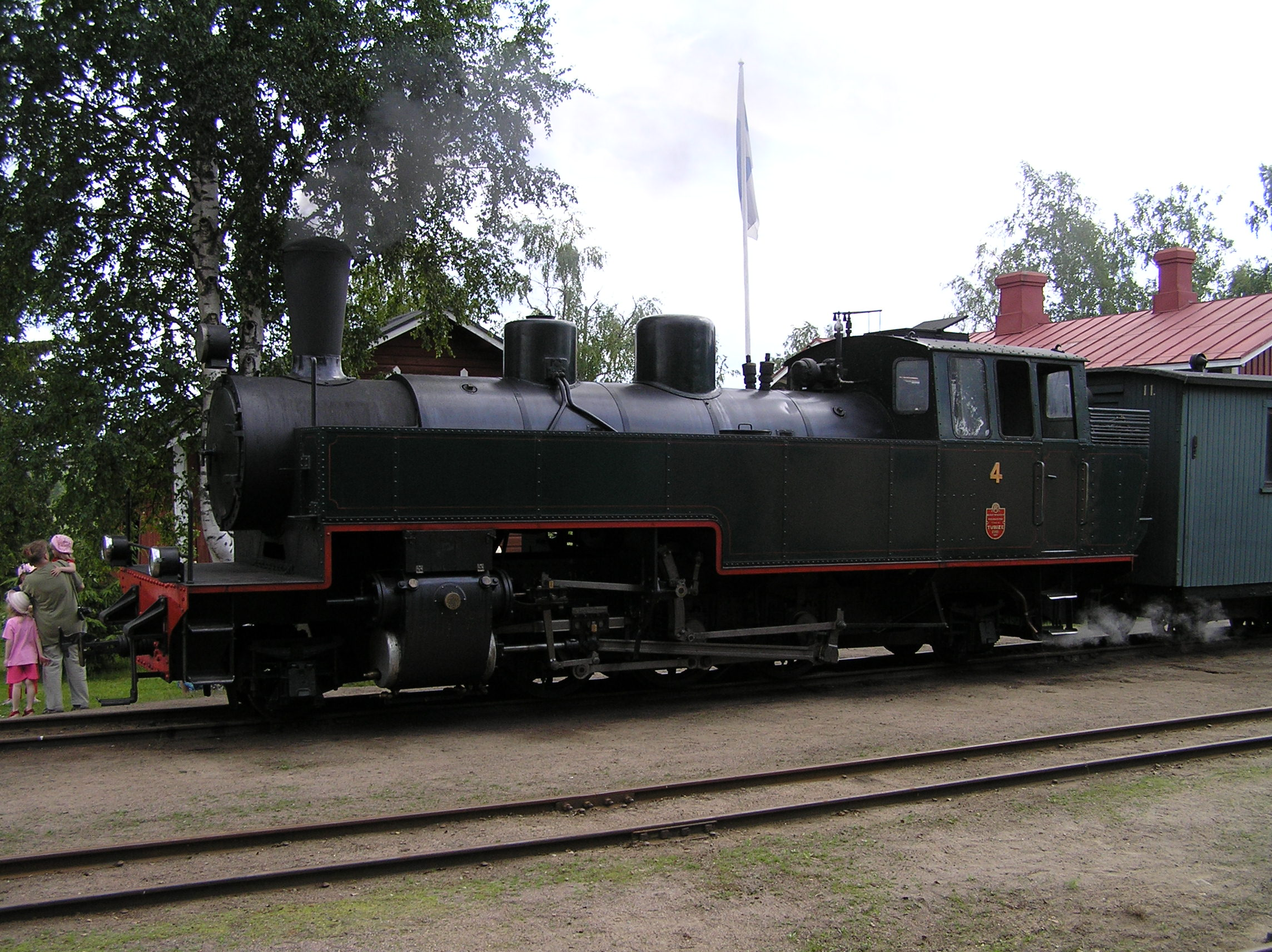
Locomotive type 131T (2365/1947) préservée à Jokioinen en Finlande.

## Construction automobile (1903-1927)

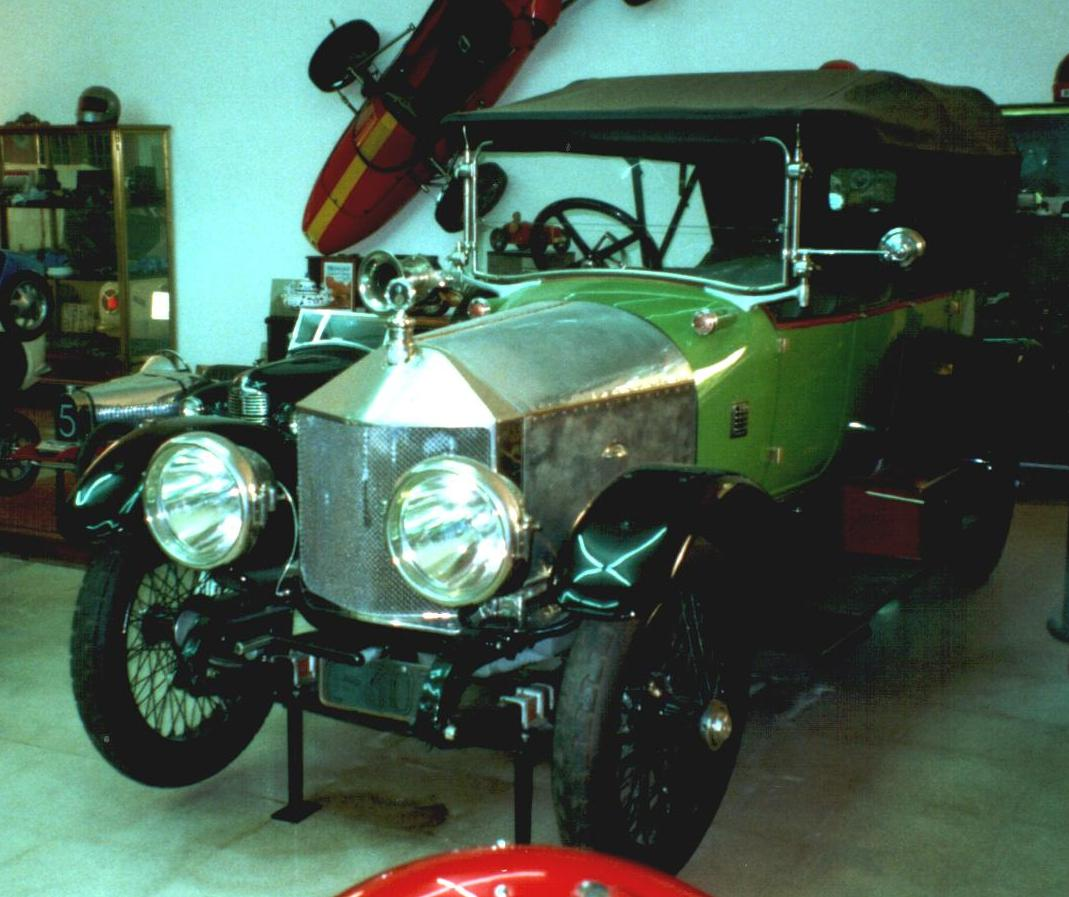
Berline Métallurgique de 1911.

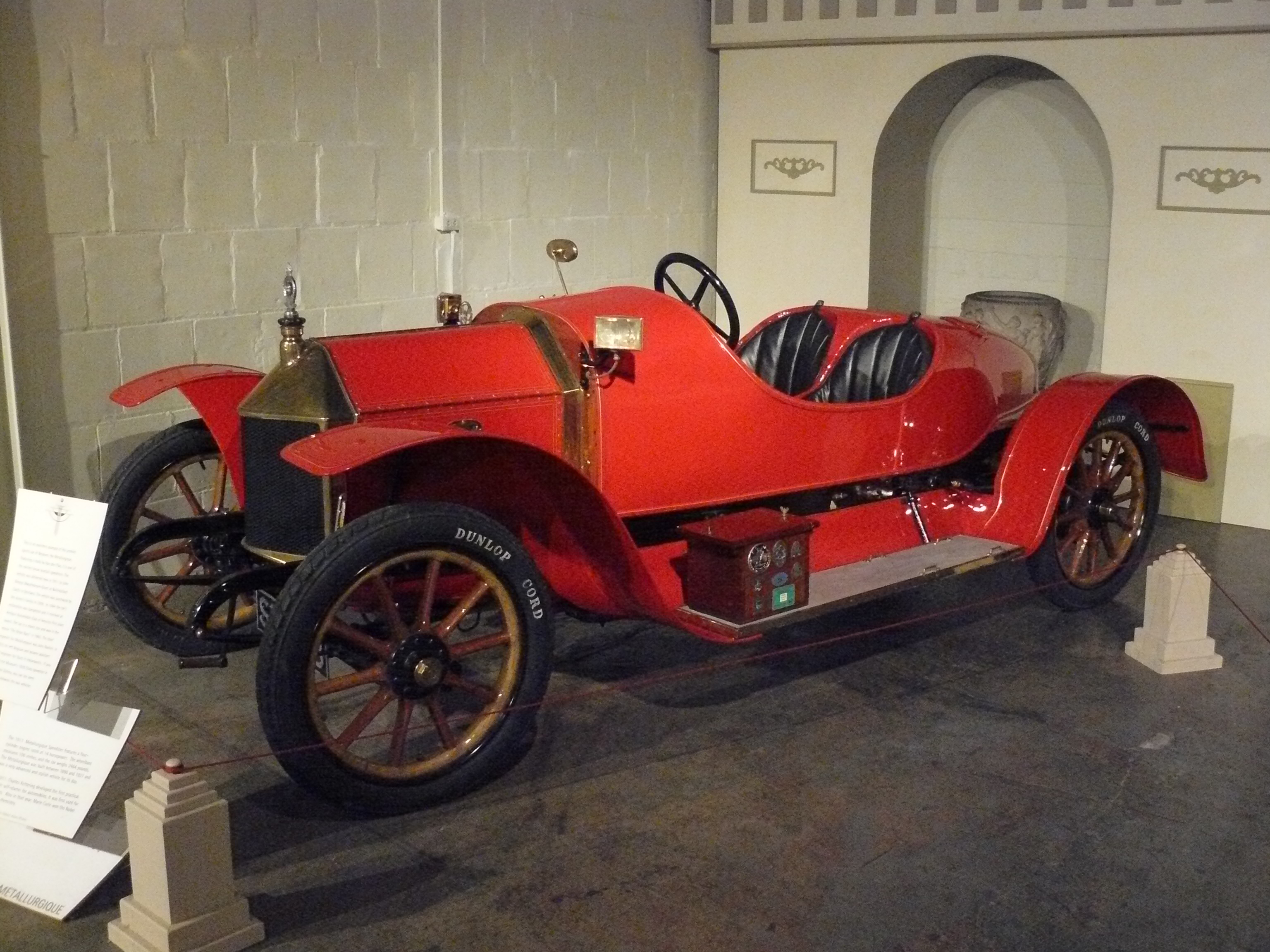
Speedster Métallurgique de 1911.

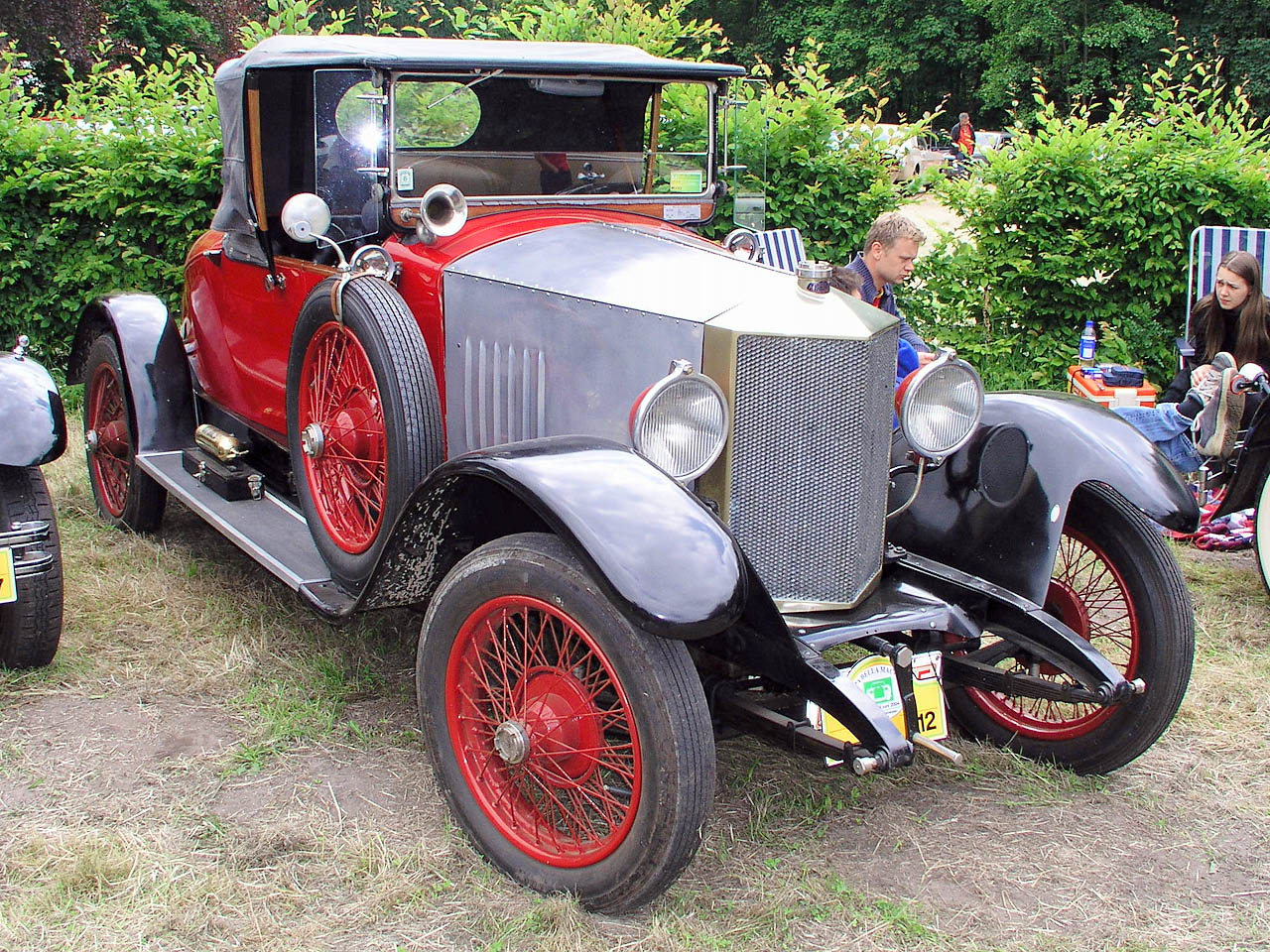
Roadster sport Métallurgique 12-14 HP de 1921.

- Le premier modèle à transmission par chaine était doté d'un moteur à deux cylindres de 4,5 CV. Il sort en 1900.
- En 1903, l'ingénieur Ernst Lehmann (à ne pas confondre avec son homonyme Ernst A. Lehmann (en), capitaine de Zeppelin) est débauché de chez Daimler et conçoit une nouvelle gamme de véhicules sportifs de luxe qui verra le jour dès 1905. Équipées de châssis en acier embouti, essieu arrière libre et éclairage électrique (en option), elles sont carrossées par Vanden Plas[7]. Les moteurs de l'époque ont une cylindrée élevée (jusqu'à 10 litres) pour une puissance de 40 à 100 CV. La griffe de la marque est sa grille de radiateur en pointe à deux pans.
- En 1909, le constructeur berlinois Bergmann construit des Métallurgiques sous licence. Il développe aussi les versions « courses » des moteurs de la marque. Une licence existe également pour le constructeur français Gillet-Forest et une usine d'assemblage au Royaume-Uni.
- En 1914, Ernst Lehmann dut rentrer en Allemagne (il fut repris chez Selve). La société cache ses machines et pièces détachées dans l'attente de la fin du conflit.
- La production reprend après guerre en 1919 sous la direction du comte Jacques de Liedekerke, avec Paul Bastien (ancien de la société) comme ingénieur principal. Il introduit les moteurs de 3 litres, plus économes, notamment un 12 ch de 1 882 cm3 équipé d'arbres à cames en tête[8].
- La reprise économique n'est toutefois pas favorable aux automobiles et la concurrence des fabricants de grande série est rude. Paul Bastien s'en va chez SOMEA (ex ALP) puis chez Stutz Motor Company alors que la société est rachetée par Mathieu van Roggen qui ambitionne de constituer un grand constructeur belge en intégrant les différents ateliers existants à sa société Impéria.